# Los Alamos County
Los Alamos County ist ein County im Bundesstaat New Mexico der Vereinigten Staaten. Einzige Stadt im County und Sitz der Countyverwaltung (County Seat) ist Los Alamos.

## Geographie
Mit einer Fläche von 283 Quadratkilometern ist das County das kleinste im Bundesstaat.  An das County grenzen das Santa-Clara-Indianerreservat, das San-Ildefonson-Indianerreservat und das Bandelier National Monument. Das County grenzt im Uhrzeigersinn an die Countys: Rio Arriba County, Santa Fe County und Sandoval County.

## Geschichte
Neben dem Bandelier National Monument hat ein weiterer Ort im County den Status einer National Historic Landmark, das Los Alamos Scientific Laboratory. 12 Bauwerke und Stätten des Countys sind insgesamt im National Register of Historic Places eingetragen (Stand 16. Februar 2018).

## Demografische Daten

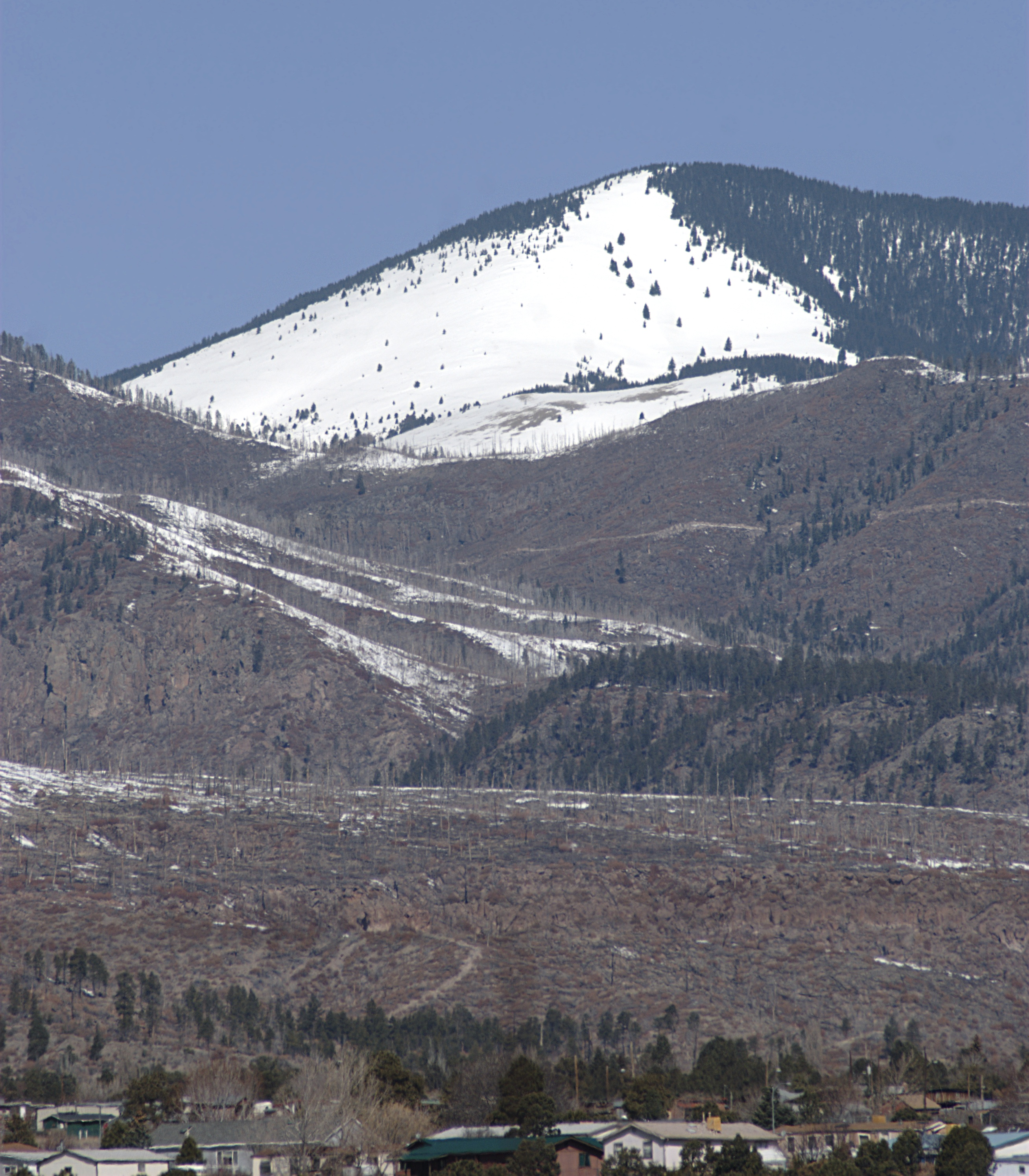
Der Chicoma Mountain

Nach der Volkszählung im Jahr 2000 lebten im County 18.343 Menschen. Es gab 7.497 Haushalte und 5.337 Familien. Die Bevölkerungsdichte betrug 65 Einwohner pro Quadratkilometer. Ethnisch betrachtet setzte sich die Bevölkerung zusammen aus 90,26 % Weißen, 0,37 % Afroamerikanern, 0,58 % amerikanischen Ureinwohnern, 3,78 % Asiaten, 0,03 % Bewohnern aus dem pazifischen Inselraum und 2,70 % aus anderen ethnischen Gruppen; 2,28 % stammten von zwei oder mehr ethnischen Gruppen ab. 11,75 % der Bevölkerung waren spanischer oder lateinamerikanischer Abstammung.
Von den 7.497 Haushalten hatten 33,50 % Kinder und Jugendliche unter 18 Jahre, die bei ihnen lebten. 62,70 % waren verheiratete, zusammenlebende Paare, 5,70 % waren allein erziehende Mütter. 28,80 % waren keine Familien. 24,90 % waren Singlehaushalte und in 6,70 % lebten Menschen im Alter von 65 Jahren oder darüber. Die Durchschnittshaushaltsgröße betrug 2,43 und die durchschnittliche Familiengröße lag bei 2,92 Personen.
Auf das gesamte County bezogen setzte sich die Bevölkerung zusammen aus 25,80 % Einwohnern unter 18 Jahren, 4,40 % zwischen 18 und 24 Jahren, 27,70 % zwischen 25 und 44 Jahren, 30,00 % zwischen 45 und 64 Jahren und 12,10 % waren 65 Jahre alt oder darüber. Das Durchschnittsalter betrug 41 Jahre. Auf 100 weibliche Personen kamen 101,40 männliche Personen, auf 100 Frauen im Alter ab 18 Jahren kamen statistisch 99,70 Männer.

Das jährliche Durchschnittseinkommen eines Haushalts betrug 78.993 USD, das Durchschnittseinkommen der Familien betrug 90.032 USD. Männer hatten ein Durchschnittseinkommen von 70.063 USD, Frauen 40.246 USD. Das Prokopfeinkommen betrug 34.646 USD. 2,90 % der Bevölkerung und 1,90 % der Familien lebten unterhalb der Armutsgrenze. 1,80 % davon waren unter 18 Jahre und 4,70 % waren 65 Jahre oder älter.

## Orte im Los Alamos County
Das Los Alamos County besitzt keine Gemeinden. Zu Statistikzwecken führt das U.S. Census Bureau 2 Census-designated places, die dem County unterstellt sind und keine Selbstverwaltung besitzen.
Census-designated places (CDP)
| - Los Alamos - White Rock |

## Schutzgebiete
- Bandelier National Monument (partiell)
- Santa Fe National Forest (partiell)